# Shirley Horn
Shirley Horn (Washington, 1 de mayo de 1934 f. 20 de octubre de 2005) fue una cantante y pianista estadounidense de jazz y de pop. Su especialidad eran las baladas y su voz era suave y ligeramente grave. Fue también una pianista muy apreciada.

## Biografía
Estudió piano desde los cuatro años de edad. Tras pasar por la Universidad Howard, Horn formó su primer trío en 1954. Sus principales influencias en el piano fueron Erroll Garner, Oscar Peterson y Ahmad Jamal, sobre su fondo de formación clásica, Horn decía que "Oscar Peterson era su Rachmaninov y Ahmad Jamal era su Debussy." 
Luego se enamoró de la famosa zona de jazz de U Street en Washington (en gran parte destruida en los disturbios de 1968), infiltrándose en los clubes de jazz antes de la mayoría de edad. 
Según el periodista de jazz James Gavin, el pequeño sello discográfico de la ciudad de Nueva York Stere-O-Craft descubrió a Horn en Washington D. C. y la llevó a Nueva York para grabar su primer álbum, Embers and Ashes de 1960. Horn había grabado con el violinista Stuff Smith en Washington D. C. en 1959, como pianista en una de las secciones rítmicas de Cat on a Hot Fiddle. Desafortunadamente para Horn, Verve Records no incluyó su nombre en la lista de músicos de respaldo del álbum, y la experiencia no elevó su perfil profesional. (Una reedición posterior de las grabaciones de Stuff Smith de Verve en Mosaic Records documentó la participación de Horn e incluyó tres interpretaciones vocales de Horn de canciones de George Gershwin que quedaron fuera del álbum).
El disco de Horn's Embers and Ashes atrajo la atención del trompetista de jazz Miles Davis, quien elogió a Horn públicamente y la invitó a tocar en los intermedios durante sus actuaciones en el Village Vanguard. El elogio de Davis tuvo una resonancia particular en dos aspectos: porque era muy respetado como músico y porque rara vez ofrecía elogios públicos a sus compañeros músicos en ese momento. Una actuación en vivo de 1961 grabada en el distrito Gaslight Square de St. Louis fue finalmente lanzada en LP bajo con el título "Live" en el Village Vanguard. (Una posterior reedición en CD de este material fue lanzada bajo el título At the Gaslight Square 1961).
En 1962, Horn había atraído la atención del vicepresidente de Mercury Records (y arreglista de jazz) Quincy Jones, quien firmó con Horn para Mercury. En sus dos LP de Mercury, Horn se colocó en un entorno pop tradicional con una orquesta de jazz de tamaño mediano, y en ninguno de los álbumes tocó el piano. Según el periodista de jazz James Gavin, se grabó un tercer LP de Mercury, pero nunca se publicó, y en 1993, se presume que las cintas de ese álbum se habían perdido. El último LP de Horn de la década de 1960 fue Travelin 'Light de 1965, grabado para ABC-Paramount. Era popular entre los críticos de jazz, pero no logró un éxito popular significativo.
Aunque había grabado una canción de The Beatles en Travelin 'Light, Horn en su mayor parte se resistió a los esfuerzos por convertirla en una cantante popular a mediados de la década de 1960, y luego dijo de tales intentos: "No me rebajaré a conquistar". Desde finales de la década de 1960 hasta principios de la de 1980, estuvo semirretirada de la música, permaneciendo en Washington D. C. para criar a su hija Rainy con su esposo, Sheppard Deering (con quien se había casado en 1955), y limitando en gran medida su música a actuaciones locales. Hizo un álbum en 1972 para Perception Records, pero el disco recibió poca atención y Horn no hizo una gira para promocionarlo.
En 1978, la carrera de Horn recibió un impulso cuando SteepleChase Records de Dinamarca la localizó en Washington D. C. y se ofreció a grabarla con el baterista Billy Hart (a quien Horn conocía desde hacía muchos años) y el bajista Buster Williams. El álbum resultante, A Lazy Afternoon fue el primero de un total de cuatro álbumes de Horn publicados por SteepleChase entre 1978 y 1984. Horn también comenzó a tocar en América del Norte y Europa, incluido el Festival de Jazz del Mar del Norte, donde dos de sus álbumes fueron grabados.
En 1986, Horn firmó un contrato de un disco con CBS-Sony para el mercado japonés y lanzó All of Me, una sesión de estudio grabada en Nueva York con su trío habitual y como invitado Frank Wess en tres pistas. A principios de 1987, Verve Records estaba buscando un contrato de grabación con ella, y en mayo de ese año, el álbum en vivo I Thought About You, el primero para Verve, fue grabado en Hollywood. Horn grabó una sesión más para un sello independiente de jazz (Softly, de 1987, para Audiophile Records), y luego regresó a Verve. Lanzó un total de 11 álbumes de estudio y en vivo para el sello durante su vida (hay álbumes recopilatorios adicionales agregados a este total). Los años de mayor éxito comercial de Horn los pasó con Verve, y el sello la ayudó a encontrar una gran audiencia internacional.
Aunque prefirió actuar en escenarios pequeños, como su trío, también grabó con orquestas, como en el álbum de 1992 Here to Life, cuya canción principal se convirtió en su canción insignia. Un video documental de la vida y la música de Horn fue lanzado al mismo tiempo que "Here to Life" y compartió su título. En ese momento, el arreglista Johnny Mandel comentó que la habilidad en el piano de Horn era comparable a la del gran Bill Evans. Se hizo un seguimiento en 2001, llamado You're My Thrill.
Horn trabajó con la misma sección rítmica durante 25 años: Charles Ables (bajo) y Steve Williams (batería). Don Heckman escribió en Los Angeles Times (2 de febrero de 1995) sobre "la importancia del bajista Charles Ables y el baterista Steve Williams para el sonido de Horn. Trabajando con una sutileza ilimitada, siguiendo cada giro espontáneo de ella, fueron los acompañantes ideales para ella
Con la discográfica Verve, la asociación que fue muy productiva: consiguió siete nominaciones a los premios Grammy (ganando un premio al «mejor álbum vocal de jazz» por I remember Miles), el premio Billie Holiday de la Academia Francesa de Jazz por su disco de Close enough for love (1990), etc.
En 1990, poco antes de su muerte, Miles Davis participó en un disco suyo, You won't forget me, un raro gesto en el trompetista que siempre la reconoció como su cantante de jazz preferida. Ocho años más tarde, Shirley grabó I remember Miles, en recuerdo suyo.
Sus álbumes Here's to Life, Light Out of Darkness (A Tribute to Ray Charles) y I Love You, Paris llegaron al n.º 1 en el Billboard jazz charts.
Horn luchó durante varios años contra el cáncer de mama y la diabetes (su pie derecho fue amputado en 2001) cuando falleció debido a las complicaciones derivadas de un grave derrame cerebral.
En 2005, salió a la venta un recopilatorio de sus grabaciones con Verve: But beautiful. The best of Shirley Horn.

## Discografía
Los títulos destacados en negrita son considerados esenciales por la crítica
- 1961: Live at the Village Vanguard, en vivo (Can-Am).
- 1961: Embers and Ashes (Stereo-Craft).
- 1963: Loads of Love (Mercury).
- 1963: Shirley Horn with Horns (Mercury).
- 1965: Travelin' Light (ABC/Paramount).
- 1978: A Lazy Afternoon (Steeple Chase).
- 1981: At Northsea (Steeple Chase).
- 1981: Violets for Your Furs (Steeple Chase).
- 1981: All Night Long (Steeplechase).
- 1984: Garden of the Blues (Steeple Chase).
- 1987: I Thought About You, en vivo (Verve).
- 1987: Softly (Audiophile).
- 1988: Close Enough for Love (Verve).
- 1990: You Won't Forget Me (Verve).
- 1991: Here's to Life (Verve).
- 1991: Shirley Horn with Strings (Verve).
- 1992: I Love You, Paris, en vivo (Verve).
- 1993: Light out of Darkness (A Tribute to Ray Charles) (Verve).
- 1995: The Main Ingredient (Verve).
- 1997: Loving You (Verve).
- 1998: I Remember Miles (Verve).
- 2001: You're My Thrill (Verve).
- 2003: May the Music Never End (Verve).
- 2006: Marian McPartland's Piano Jazz Radio Broadcast (Concord Records).
- 2016: Live at the Four Queens (Resonance)

### Como sidewoman
Con Stuff Smith
- Cat on a Hot Fiddle (Verve, 1959)

Con Antonio Carlos Jobim
- Antonio Carlos Jobim and Friends (live, 1985) – 2 songs

Con Joe Williams
- In Good Company (Verve, 1989) – 2 duets

Con Carmen McRae
- Sarah: Dedicated to You (1991) – como pianista

Con Toots Thielemans
- For My Lady (1991) – como pianista, vocal en 1 tema

Con Jeffery Smith
- Ramona (Verve, 1995)

Con Oscar Peterson
- A Tribute to Oscar Peterson – Live at the Town Hall (Telarc, live, 1996)

Con Charlie Haden
- The Art of the Song (1999) – 4 songs

Con The Legacy Band
- The Legacy Lives On, Vol. 1 (2000) – 2 tracks

Con Clark Terry
- Clark Terry Quintet: Live On QE2 (2001, live)

Con Bill Charlap
- Stardust (2002) - 1 track

### Concierto DVD
- Shirley Horn - Live at the Village Vanguard (1991 recording/video) (Lucy II Productions, 2006)